# Scharifia procumbens
Scharifia procumbens är en svampart som beskrevs av Petr. 1955. Scharifia procumbens ingår i släktet Scharifia, divisionen sporsäcksvampar och riket svampar.   Inga underarter finns listade i Catalogue of Life.